# Ahmed Rashid

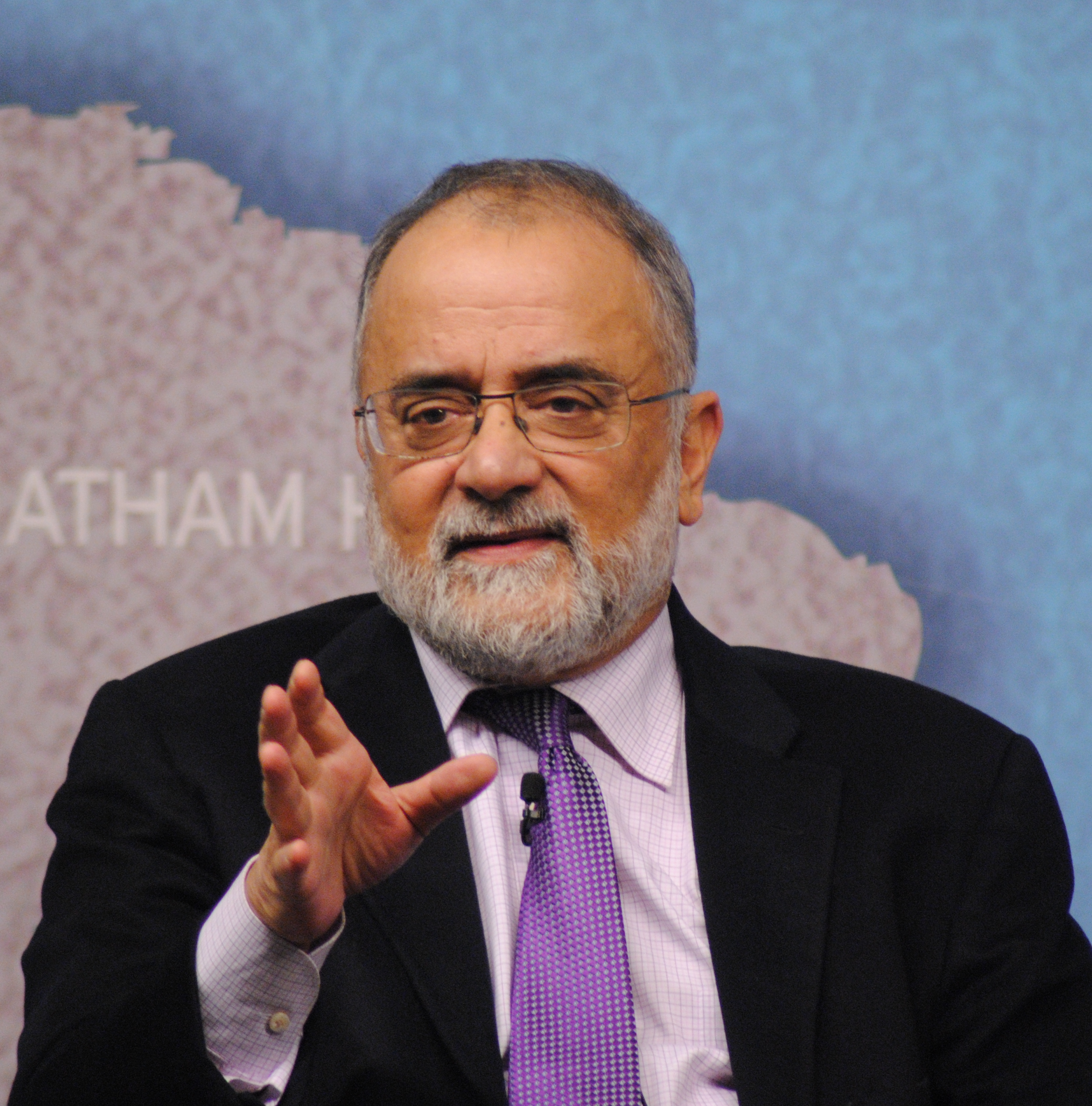
Ahmed Rashid (2014)

Ahmed Rashid (* 1948 in Rawalpindi, Pakistan) ist ein britisch-pakistanischer Journalist, Buchautor und Korrespondent für Pakistan, Afghanistan und Zentralasien.

## Leben
Er spricht Panjabi und wuchs in Großbritannien auf, wohin seine Familie übersiedelt war. Er studierte am Malvern College England, am Government College Lahore und am Cambridger Fitzwilliam College. Er erlebte 1979 in Kabul die sowjetische Invasion und 1994 den Angriff der Taliban auf Kandahar. Rashid arbeitet und publiziert für den Daily Telegraph, den Far Eastern Economic Review, das Wallstreet Journal und The Nation sowie für Fachzeitschriften.
Sein Buch Taliban, Afghanistans Gotteskrieger und der Dschihad, welches 2000 veröffentlicht wurde, war fünf Wochen lang auf der Bestsellerliste der New York Times, es wurde nach den Terrorattentaten des 11. September 2001 1,5 Millionen Mal verkauft und ist in 26 Sprachen erhältlich. Sein Buch wird außerdem an rund 200 US-amerikanischen Universitäten als Lehrbuch verwendet. Taliban erhielt 2001 den Buchpreis der „British-Kuwait Society for Middle Eastern Studies“.
Im Februar 2002 veröffentlichte Rashid sein Buch Heiliger Krieg am Hindukusch – Der Kampf um Macht und Glauben in Zentralasien (original: Jihad, The Rise of Militant Islam in Central Asia) beim Yale-University-Press-Verlag. Dieses Werk wurde in 15 Sprachen übersetzt und wird ebenfalls an Universitäten in den USA, Europa und Japan als Lehrbuch verwendet.
Rashids erstes Buch Die Auferstehung Zentralasiens: Islam oder Nationalismus (original: The Resurgence of Central Asia: Islam or Nationalism?) behandelt den Zusammenbruch der Sowjetunion und wurde 1994 im Verlag Zed Books in London und New York veröffentlicht.
Außerdem war Rashid Ko-Autor der beiden Werke Islam und Zentralasien (original: Islam and Central Asia. An enduring legacy or an evolving threat?) von Roald Sagdeev und Susan Eisenhower aus dem Jahr 2000 sowie Fundamentalism Reborn, Afghanistan and the Taliban von William Maley aus dem Jahr 1998. 2001 erhielt Ahmed Rashid die Nisar-Osmani-Auszeichnung der Gesellschaft für Menschenrechte Pakistan (Human Rights Society of Pakistan) für couragierten Journalismus (Award for Courage in Journalism).
Im Jahr 2002 wurde Rashid mit der Auszeichnung zur Medienpersönlichkeit des Jahres, vergeben durch die englische „Ethnic Multicultural Media Awards“, honoriert.
Im Januar 2002 gründete Rashid den Open Media Fund for Afghanistan (OMFA), der Gelder für neu gegründete und engagierte Zeitungsprojekte in ganz Afghanistan zur Verfügung stellt. So wurden bereits 300.000 US-$ an Zeitungen vergeben, die in ganz Afghanistan in verschiedenen Sprachen (Paschtu, Usbekisch und Persisch) publizieren. Das OMFA ist in den USA registriert und wird von der Soros Foundation und der Foundation for Civil Society and Culture in Kabul geleitet. Unter den Spendern des OMFA sind Time-Warner, die Soros Foundation, die Carnegie Corporation, die Rockefeller Foundation, Dow Jones, die John D. and Catherine T. MacArthur Foundation sowie andere europäische und internationale Medienunternehmen.
Rashid war Mitglied des Beratungsstabs für Eurasien der Soros Foundation, Wissenschaftler des Weltwirtschaftsforums in Davos und Gutachter für Human Rights Watch. 2004 wurde er in den Beraterstab des Internationalen Komitees des Roten Kreuzes in Genf aufgenommen.
Er referierte an Universitäten und hielt Vorträge bei internationalen Treffen. 2002 war Raschid, auf Einladung des damaligen UN-Generalsekretärs Kofi Annan, der erste Journalist, der vor der UN-Generalversammlung eine Ansprache zum Gedenken an die Unterzeichnung des Petersberg-Prozesses mit Afghanistan hielt. Im September 2003 berichtete er den NATO-Botschaftern in Brüssel über die politische Lage in Afghanistan.
Rashid nimmt auf CNN und BBC World News zu politischen Konflikten Stellung. Er lebt mit seiner Frau Angeles und seinen beiden Kindern in Lahore.
Sultan Ghalib II. bin Awadh al-Quʿaiti ist sein Schwager.

## Veröffentlichungen
- Das Wiedererwachen Zentralasiens: Islam oder Nationalismus? Droemer Verlag, 1994.
- Heiliger Krieg am Hindukusch – Der Kampf um Macht und Glauben in Zentralasien. 2002.
- Descent into Chaos. The United States and the Failure of Nation Building in Pakistan, Afghanistan, and Central Asia. Penguin, 2008
  - auf Deutsch: Sturz ins Chaos. Afghanistan, Pakistan und die Rückkehr der Taliban. übersetzt von Alexandra Steffes und Henning Hoff, Weltkiosk Verlag, Düsseldorf 2010, ISBN 978-3-942377-00-3 (Henning Hoff dazu im Vorwort: „N.B. Die deutsche Ausgabe basiert auf der […] Taschenbuchausgabe von „Descent into Chaos.“ Sie wurde um die Einleitung und neun Kapitel gekürzt, das Nachwort zu einem abschließenden Kapitel erweitert und aktualisiert […] Anmerkungen und Quellen […] leicht ausgedünnt.“)
- Ahmed Rashid: Am Abgrund. Pakistan, Afghanistan und der Westen. 1. Auflage. Edition Weltkiosk, New York, London 2012, ISBN 978-3-942377-06-5 (englisch: Pakistan on the Brink. Übersetzt von Henning Hoff).
- Taliban. Die Macht der afghanischen Gotteskrieger. 3. Auflage. C. H. Beck, München 2022, ISBN 978-3-406-78467-5 (englisch: Taliban. The Power of Militant Islam in Afghanistan and Beyond. London 2010. Übersetzt von Harald Riemann, Rita Seuß und Thomas Stauder).